# Ossipee (New Hampshire)
Ossipee – miasto w Stanach Zjednoczonych, w stanie New Hampshire, w hrabstwie Carroll.